# ATC kód M04
ATC kód M04 Antiuratika je hlavní terapeutická skupina anatomické skupiny M. Muskuloskeletální systém.

## M04A Léčiva k terapii dny

### M04AA Léčiva potlačující tvorbu kyseliny močové
M04AA01 Allopurinol

### M04AC Léčiva k terapii dny neovlivňující metabolismus kyseliny močové
M04AC01 Kolchicin

## Poznámka
- Registrované léčivé přípravky na území České republiky.
- Informační zdroj: Státní ústav pro kontrolu léčiv, Všeobecná zdravotní pojišťovna.